# Toyota Mark X
Toyota Mark X – samochód osobowy klasy średniej produkowany w latach 2004 - 2019 przez japońską firmę Toyota. Dostępny wyłącznie jako 4-drzwiowy sedan. Następca modeli Mark II i Verossa. Do napędu użyto benzynowych jednostek V6 o pojemności 2,5, 3,0 oraz 3,5 litra. Moc przenoszona jest na oś tylną (opcjonalnie AWD) poprzez 5- lub 6-biegową automatyczną skrzynię biegów. Od 2009 produkowana jest druga generacja modelu.

## Dane techniczne ('05 V6 2.5)

### Silnik

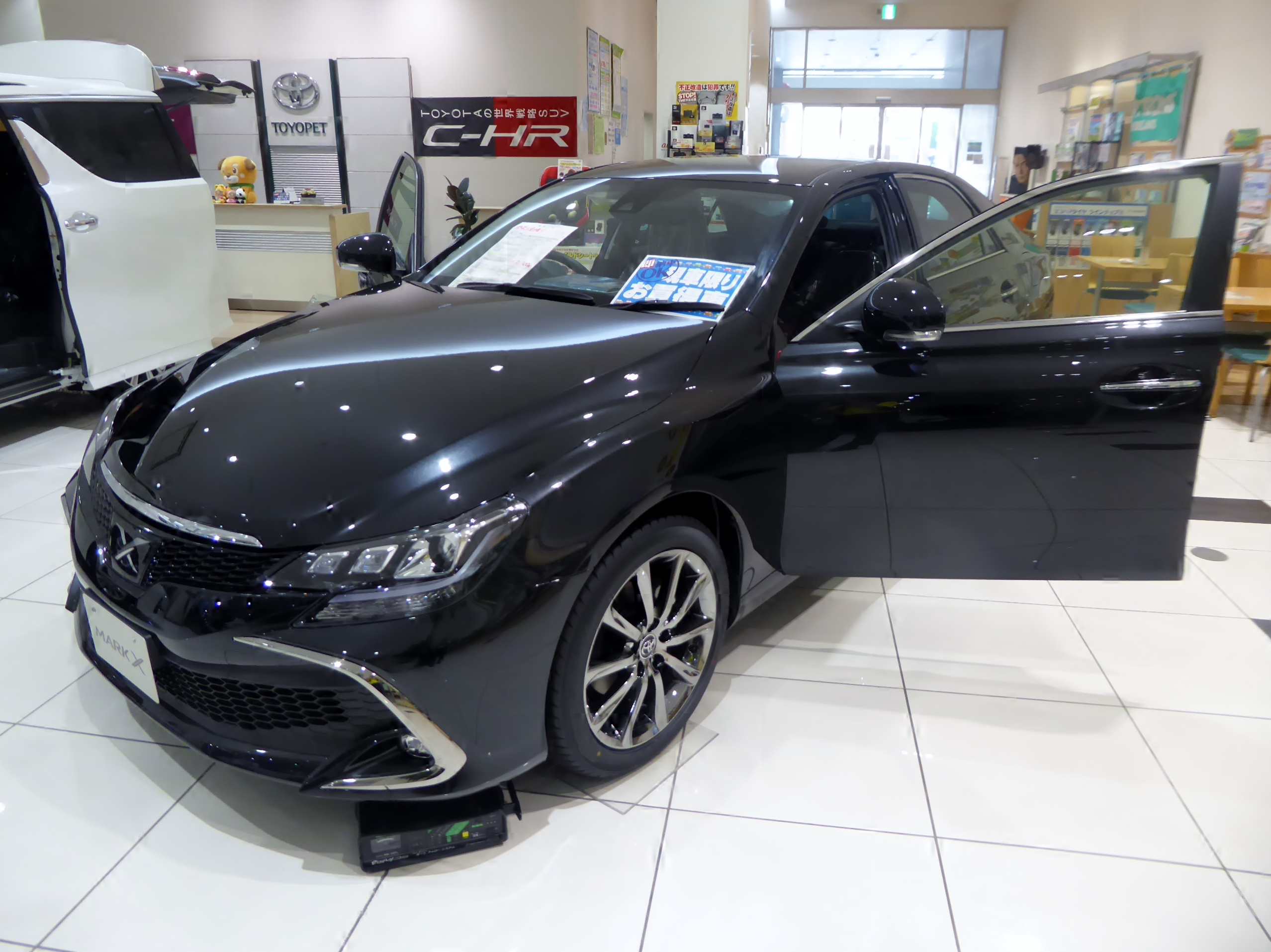
2013 Toyota Mark X

- 2013 Toyota Mark XV6 2,5 l (2499 cm³), 4 zawory na cylinder, DOHC
- Układ zasilania: wtrysk bezpośredni
- Stopień sprężania: 12,0:1
- Średnica cylindra × skok tłoka: 83,00 mm × 77,00 mm
- Moc maksymalna: 215 KM (158 kW) przy 6400 obr./min
- Maksymalny moment obrotowy: 260 N•m przy 3800 obr./min

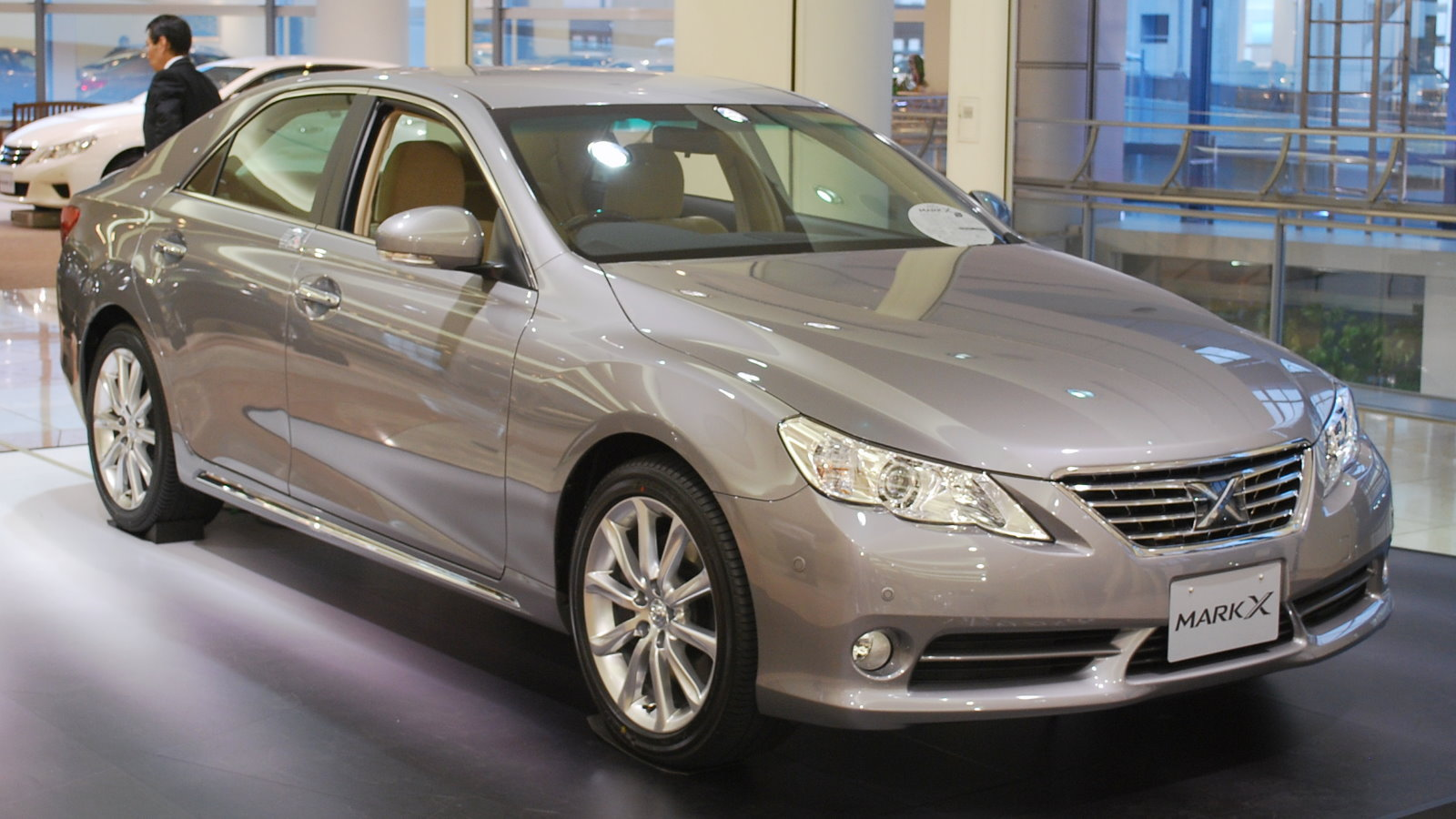
Druga generacja

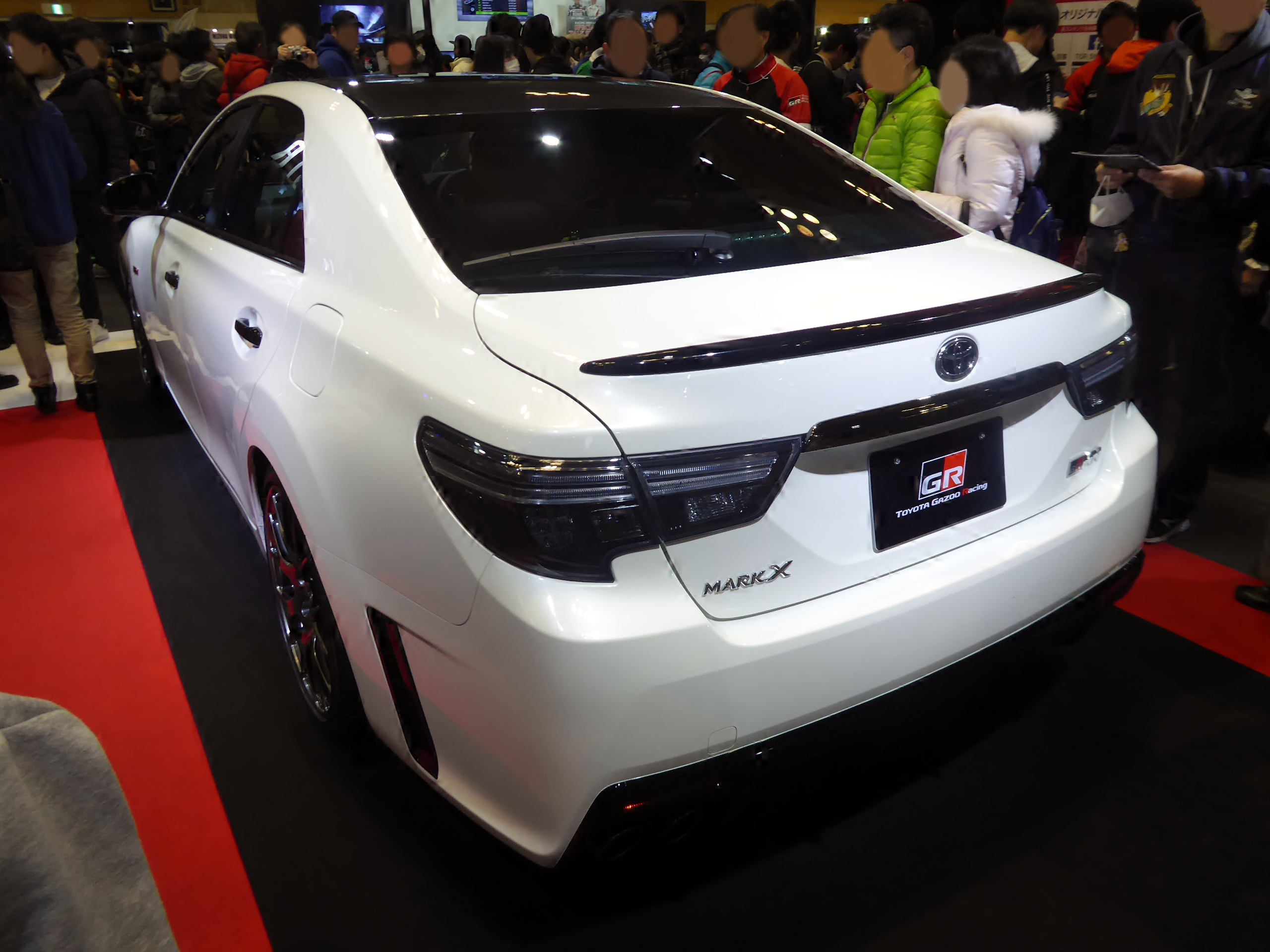
2013 Mark X

## Dane techniczne ('05 V6 3,0)

### Silnik
- V6 3,0 l (2994 cm³), 4 zawory na cylinder, DOHC
- Układ zasilania: wtrysk bezpośredni
- Stopień sprężania: 12,0:1
- Średnica cylindra × skok tłoka: 87,50 mm × 83,00 mm
- Moc maksymalna: 256 KM (188 kW) przy 6200 obr./min
- Maksymalny moment obrotowy: 314 N•m przy 3600 obr./min